# Duke Lemur Center
El Duke Lemur Center (DLC) es un centro de investigación de primates perteneciente a la Universidad Duke, creado para promover la investigación y entendimiento de lémures y otros prosimios, para una investigación no invasiva y para su reproducción en cautividad. Reúne la mayor colección de primates en peligro del mundo, tanto por número de especies como por número de individuos.
En 1966, una colonia de prosimios perteneciente a John Buettner-Janusch, compuesta por aproximadamente 90 individuos, fue trasladada del Centro de Biología de Prosimios de la Universidad Yale a la Universidad Duke, constituyéndose en ese momento el Duke Lemur Center. Durante los años 1970 la colonia creció hasta alcanzar unos 700 individuos pertenecientes a 33 especies distintas. La colonia actual está compuesta por entre 250 y 300 animales, que representan a unas 25 especies. Este centro de investigación se denominó inicialmente Duke University Primate Center (Centro de Primates de la Universidad Duke), y fue cambiado en abril de 2006 tras un nuevo enfoque de sus objetivos científicos y el conjunto de su misión. A los especímenes de su colección científica se les asigna el código DPC.
Además de promover la investigación y entendimiento de lémures y otros prosimios, para una investigación no invasiva y para su reproducción en cautividad, el Duke University Lemur Center promueve la investigación en su hábitat natural como un medio para avanzar en las fronteras de su conocimiento, contribuir al desarrollo educativo de futuros investigadores y estimular el desarrollo intelectual y el sostenimiento de la biodiversidad global.
El Lemur Center, única instalación universitaria del mundo dedicada al estudio de primates prosimios, cuenta con la población de lémures en cautividad más numerosa existente hoy en día fuera de Madagascar, incluidos más de 250 lémures, gálagos y loris. Más del 85 por ciento de los habitantes del centro nació en el lugar. En 1997, el centro comenzó un programa para la reintroducción del lémur rufo blanco y negro (Varecia variegata) en Madagascar, la primera reintroducción de primates prosimios en la historia de la isla.
En el centro se han llevado a cabo importantes proyectos de investigación, como estudios de sus vocalizaciones, comportamiento locomotor, la cinemática del bipedalismo, los efectos de su complejidad social sobre el razonamiento transitivo, y estudios sobre cognición que implican la capacidad de un lémur de organizar y recuperar secuencias de la memoria.